# フィリップ・ヤギェウォ
フィリップ・ヤギェウォ（1997年8月8日 - ）はポーランドのサッカー選手。ポジションはミッドフィールダー。ブレシア・カルチョ所属。

## 経歴
ザグウェンビェ・ルビンでプロキャリアを始め、10代の時にはユベントスFCやAFCアヤックスなど国外のビッグクラブから注目を受けていたもののポーランドに残ることを選択した。2013年12月15日のルフ・ホジューフ戦でデビュー。
2019年1月31日、ジェノアCFCと4年半契約を結んだ。
2020年10月5日、セリエBのブレシア・カルチョにレンタル移籍した。